# Gulp en Geul Journaal
Het Gulp en Geul Journaal is een Nederlands-Limburgs weekblad dat iedere week gratis verspreid wordt in Banholt, Epen, Eys, Gulpen, Lemiers, Margraten, Mechelen, Mheer, Nijswiller, Noorbeek, Partij, Reijmerstok, Schin op Geul, Slenaken, Vijlen, Wahlwiller, Wijlre en Wittem en 68 buurtschappen.

## Oprichting
De eerste editie van Gulp en Geul Journaal kwam uit op vrijdag 2 april 2004.